# Kladeruby nad Oslavou
Kladeruby nad Oslavou – gmina w Czechach, w powiecie Třebíč, w kraju Wysoczyna. 1 stycznia 2014 liczyła 198 mieszkańców.